# Henrik Allert
Lars-Henrik Allert, född 3 juni 1937, död 25 juli 2024 i Skövde, var en svensk skulptör, keramiker och grafiker.

## Biografi
Henrik Allert kom från trakten av Skövde och var gift med textilkonstnären Gerd Allert. Han var utbildad på HDK i Göteborg och hans genombrott skedde på galleriet Hos Petra i Stockholm 1971. Han skapade masker och figurer i lera.
Allert arbetade 1967–1968 vid Rörstrands Porslinsfabrik, varefter han startade en egen keramikverkstad norr om Skövde. I sina fria skulpturer skildrade han människors och djurs, inte minst fåglars, utsatta situation. Senare arbetade han även som grafiker med torrnålsgravyrer i halvt realistiska, halvt mytiska motiv. Bland hans offentliga arbeten märks några dekorativa reliefer till Stockholms observatorium. Allert är representerad vid de svenska ambassaderna i Peking och Kairo samt vid Kalmar konstmuseum, Nationalmuseum, Borås konstmuseum, Norrköpings konstmuseum, Örebro läns landsting, Konstmuseet i Skövde och Röhsska konstslöjdmuseet i Göteborg.

## Offentliga verk i urval
- Häst, skulptur, Örebro stadsbibliotek
- Relief i tegel på Hotell Bellevue i Hjo